# Copyleft

A copyleft szimbóluma

A copyleft kifejezés angol szójáték, a copyright megfordításának eredménye. A copyleft lényege, hogy a jog adta eszközöket nem az adott szellemi termék terjesztésének gátlására, hanem a megkötések kiküszöbölésére használják fel, így garantálva a felhasználás szabadságát a módosított változatokra nézve is.
Szimbóluma a copyrightot jelképező © megfordítása, aminek azonban a jog nem tulajdonít jelentést.